# Doctrina social de Pius XII

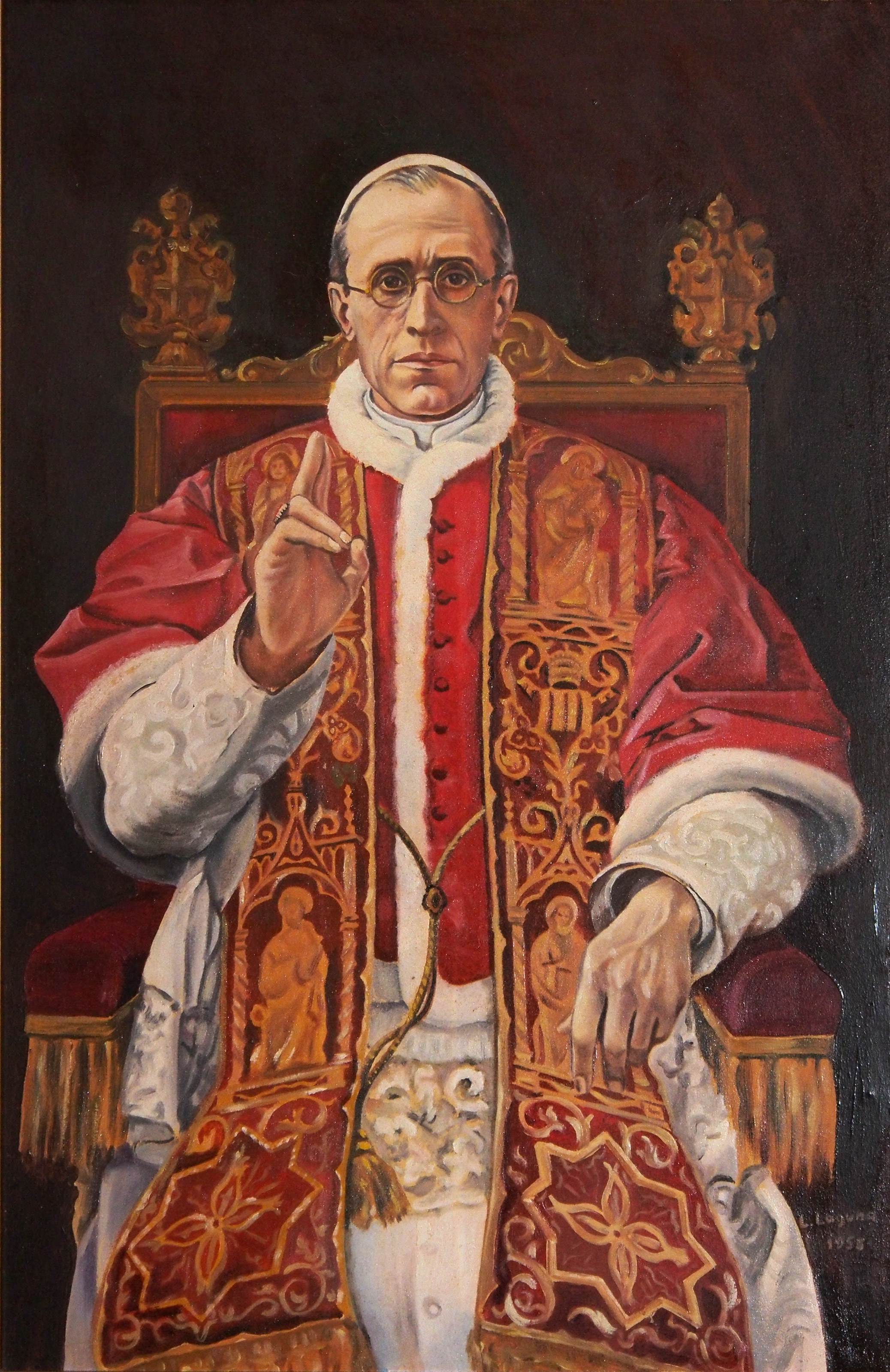
Pius XII

La doctrina social del papa Pius XII fa referència a encícliques, constitucions apostòliques i discursos del papa Pius XII sobre qüestions no teològiques relacionades amb la medicina, la ciència, l'educació, la justícia social, la família i la sexualitat i les ocupacions.

## Doctrina social

### Teologia mèdica
Pius XII va pronunciar nombrosos discursos a professionals i investigadors mèdics. Pius XII, Discorsi Ai Medici recopila 700 pàgines de discursos específics. El papa Pius XII es va dirigir a metges, infermeres i llevadores, per detallar tots els aspectes dels drets i la dignitat dels pacients, de les responsabilitats mèdiques, de les implicacions morals de les malalties psicològiques i dels usos dels psicofàrmacs, però també dels problemes d'ús de la medicina en malalts terminals, les mentides mèdiques davant d'una malaltia greu i els drets dels membres de la família per prendre decisions contra consells mèdics experts. El papa Pius XII va anar sovint per nous camins, per la qual cosa va ser el primer que va determinar que l'ús de la medicina contra el dolor en pacients amb malaltia terminal està justificat, fins i tot si això pot reduir la vida del pacient, sempre que l'escurçament no sigui l'objectiu.
Altres temes van ser el comportament dels metges, davant del dolor i la mort, l'esterilització, la genètica, la inseminació artificial, el naixement indolor del nen, els múltiples aspectes morals del desenvolupament de tecnologies mèdiques, la moral en la psicologia aplicada, els límits morals a la investigació i el tractament mèdic i el tractament contra el càncer infantil i molt més.

### Sexualitat i consciència
El papa Pius XII va acceptar plenament el mètode del ritme com a forma moral de la planificació familiar, tot i que només en circumstàncies limitades, dins del context familiar. Alguns catòlics van interpretar l'encíclica Casti connubii (1930) del papa Pius XI que permetia moralment l'ús del mètode del ritme, i les sentències internes de l'Església catòlica el 1853 i el 1880 afirmaven que l'abstinència periòdica era una forma moral de evitar l'embaràs. Alguns historiadors consideren que aquests dos discursos de Pius XII són la primera acceptació explícita del mètode per part de l'Església.
En el seu discurs a les obstetres, el papa Pius XII va oferir aquesta comprensió dels plaers sexuals: «El creador mateix ... va establir que, en la funció [generativa], els cònjuges haurien de gaudir del plaer i del gaudi del cos i de l'esperit. Per tant, els cònjuges no fan res de dolent a la recerca d'aquest plaer i gaudi. Accepten el que el Creador ha pensat per a ells. Al mateix temps, els cònjuges han de saber mantenir-se dins dels límits de la justa moderació.»
Per a Pius XII, «La consciència és el nucli més interior i secret de l'home. Allà es retira amb les seves capacitats intel·lectuals en una separació completa, només amb ell mateix o millor, només amb Déu, la veu del qual ressona en la seva consciència. Allà ell decideix sobre el bé. Es pot triar entre la victòria o la derrota. La consciència és, doncs, fer servir un quadre antic, venerable, un santuari, a l'entrada del qual tot s'ha d'aturar.» Aquest respecte s'aplica als nens i més encara als adults: «S'argumenta correctament, que el veritable significat de la independència dels adults no ha de consistir en ser portat com un nen petit.»
El Vaticà II va recollir aquesta cita sobre la consciència de Pius XII a Gaudium et Spes, i va concloure: «Per consciència, d'una manera meravellosa, es reconeix aquesta llei, que es compleix en l'amor de Déu i del seu proïsme». Des de 1993, el Magisteri de l'Església posa de manifest explícitament aquesta visió particular del papa Pius XII, citant-la com un element del catecisme catòlic oficial.
La visió moderna de l'Església catòlica sobre la planificació familiar es va desenvolupar en l'encíclica Humanae Vitae (1968) del papa Pau VI i en la teologia del cos del papa Joan Pau II.

### Teologia i Ciència
Per a Pius XII, la ciència i la religió eren germanes celestials, diferents manifestacions de l'exactitud divina, que possiblement no es podrien contradir les unes a les altres a llarg termini Pel que fa a la seva relació, el seu assessor el professor Robert Leiber va escriure: «Pius XII tenia molta cura de no tancar les portes de forma prematura. Es va mostrar enèrgic en aquest punt i va lamentar-ho en el cas de Galileu». Anticipant elogis similars del papa Joan Pau II el 1992, Pius XII, en el seu primer discurs (1939) a la Pontificia Acadèmia de les Ciències, va incloure a Galileu entre els «herois més investigadors de la investigació ... sense por dels ensopegats i els riscos pel camí, ni por als monuments funeraris».
Pius XII va tenir un gran interès pels processos de l'Acadèmia Pontifícia de les Ciències, creada pel seu predecessor immediat, Pius XI, i va dirigir-se en diverses ocasions. L'alçada científica de l'Acadèmia en els dies de Pius era inconfusible: Bohr, Planck i Schrödinger n'eren membres, ja que havien estat nomenats per Pius XI. De Broglie i Heisenberg foren admesos el 1955. El químic Bernard Pullman va dedicar part del seu llibre sobre la història de l'atomisme a l'interès proper de Pius per la mecànica quàntica i la física atòmica, sorgides durant la vida de Pius:
«Entre tots els papes del segle xx, Pius XII va ser qui va tractar més àmpliament la qüestió de l'atomisme, particularment amb les qüestions científiques i filosòfiques plantejades per l'adveniment de la mecànica quàntica, qüestions que no podrien haver deixat a l'Església indiferent. [Els seus] dos discursos a la Pontifícia Acadèmia ... són unes dissertacions llargues i meravellosament preparades que donen fe del coneixement detallat que el pontífex tenia de l'assumpte: llegir-los no és diferent d'assistir a una conferència magistral, ja que constitueixen actualitzacions genuïnes sobre l'estat del coneixement en el temps.»
Pullman continua citant un discurs, datat el 21 de febrer de 1943, com a prova que fins i tot Pius era conscient de la possibilitat emergent d'armes nuclears.
És especialment destacable que Georges Lemaître, que alhora va ser un sacerdot catòlic romà, un cosmòleg i un estudiant d'Eddington, i el primer que va proposar l'ara canònic escenari del big-bang com a l'origen de l'univers, també va ser membre de la Pontificia Acadèmia durant el regnat de Pius. Gràcies a Lemaitre, Pius XII va estar ben informat sobre l'auge de la cosmologia física moderna. En comentar "l'estat i la naturalesa de la matèria original", Pius va reconèixer que la ciència declara que és un "enigma insoluble", però continua, que «sembla que la ciència d'avui, retrocedint en un salt de milions de segles, ha aconseguit essent testimoni del Fiat Lux primordial quan, sense res, va irrompre amb matèria un mar de llum i radiació, mentre que les partícules d'elements químics es van dividir i reunir en milions de galàxies». Pius va continuar dient que aquests fets necessiten una investigació més avançada i que, les teories que s'hi basen necessiten «nous desenvolupaments i proves per oferir una base segura de raonament».

### Evolució
El 1950, Pius XII va promulgar Humani generis on reconeixia que l'evolució podria descriure amb precisió els orígens biològics de la vida humana, però al mateix temps va criticar els que l'utilitzen com a religió, que «sostenen de forma imprudent i indiscreta aquesta evolució ... explica l'origen de totes les coses». Si bé Humani generis va ser significativa com la primera ocasió en què un papa abordava explícitament el tema de l'evolució, no va representar un canvi de doctrina per a l'Església catòlica romana . Ja el 1868, el cardenal John Henry Newman va escriure, «la teoria de Darwin, certa o no, no és necessàriament ateista; al contrari, pot ser simplement que suggereix una idea més gran de la providència i l'habilitat divina.» L'encíclica emet un clar no per a una altra opinió científica popular en aquell moment, el poligenisme, "la hipòtesi científica que la humanitat descendia d'un grup d'humans originals".